# Формальная теория доказательств
Формальная теория доказательств — один из вариантов устройства норм об оценке доказательств в судебном процессе. В уголовном процессе его сущность состоит в том, что для признания преступления совершённым и вины подсудимого доказанной суд должен убедиться в наличии строго определённого законом набора фактов, а для каждого факта закон полностью определяет его существенность и обстоятельства, при которых факт должен быть признан действительным доказательством. Таким образом, каждое доказательство имеет наперёд установленную формальную силу, в соответствии с которой оно и используется в судопроизводстве.

## Основные положения теории
Если в правовой системе признаётся формальная сила доказательств, то функция суда при рассмотрении дела состоит в том, чтобы установить, что факты предмета доказывания подтверждены при помощи установленных законом доказательств.
Оценка доказательной силы каждого имеющегося доказательства судом не производится, поскольку она определена в законе и не подлежит изменению в суде. Вследствие этого часть фактов имеет заранее установленную положительную силу (то есть считаются безусловными доказательствами в пользу обвинения), часть — установленную отрицательную силу (то есть считаются безусловными доказательствами в пользу защиты, как, например алиби подсудимого).
Формальная теория доказательств противопоставляется принципу свободной оценки доказательств судом, согласно которому в качестве судебного доказательства может быть использовано любое доступное для данного случая и допустимое по закону доказательство, а оценка каждого судебного доказательства производится судьёй, исходя из собственного внутреннего убеждения и в зависимости от установленных обстоятельств конкретного дела.

## История
Формальная сила доказательств признавалась в законодательстве некоторых европейских стран вплоть до XIX века. Она служила основой т. н. инквизиционного (разыскного) процесса.
В настоящее время, большинство стран перешли к свободной оценке доказательств судом. Тем не менее, в действительности, в большинстве гражданских споров, как правило, доказыванию подлежит заранее определённый набор фактов, которые доказываются ограниченным, а зачастую единственным способом. Так же, формальный порядок доказывания в отдельных случаях может быть прямо установлен законом.

### Россия
В России формальная сила доказательств была окончательно закреплена во времена судебных реформ Петра I и отменена при Александре II в Уставе уголовного судопроизводства от 20 ноября 1864 года. Современным российским правом она также не признаётся.

## Недостатки теории
Приемлемость формальной теории доказательств была в прошлом предметом достаточно долгих дискуссий правоведов. Сторонники формального отношения к доказательствам утверждали, что только чётко определённые в законе критерии доказательности каждого факта и набора фактов, доказывающего преступление, позволяет исключить возможность необъективного отношения судей к делу. По их мнению, позволение судье оценивать доказательства превращает суд из процесса, основанного на законе, в акт вынесения решения по произволу отдельного человека, так как судья оказывается вправе принять и отвергнуть любые доказательства и, таким образом, может вынести решение на основе собственного мнения, а не закона.
Основные доводы против признания формальной силы доказательств состоят в следующем:
1. Существенность определённого факта может быть весьма различной для решений по конкретным делам. Закон, устанавливая фиксированную значимость доказательств, в каких-то обстоятельствах всё равно окажется несоответствующим реальности.
2. Установленная формальная сила определённых фактов вынуждает судью выносить приговор на основании наличия доказательств, определённых законом, даже в тех случаях, когда у него имеются обоснованные сомнения в правильности такого приговора.
3. Факты, которые не могут быть истолкованы в качестве предусмотренных законом действительных доказательств, вынужденно отбрасываются, хотя в конкретных обстоятельствах они могут оказаться весьма существенными.
4. Судья провоцируется на формальный подход к рассмотрению дела: вместо исследования обстоятельств во всей полноте он побуждается системой законодательства к механическому сбору записанных в законе оснований.
5. Положения закона, определяющие доказательность определённых фактов, для достижения полноты, необходимой для их использования, неизбежно приобретают очень большой объём, что затрудняет их использование и увеличивает возможность разночтений, противоречий между разными правилами, произвольных толкований.
6. Формальная сила доказательств не защищает и от произвола судьи, поскольку в его власти остаётся признание тех или иных фактов попадающими под данные в законе определения действительных доказательств.

На основании этих и других соображений в современном праве формальная сила доказательств, в большинстве цивилизованных государств, не признаётся.